# Мгахинга
Национальный парк горилл Мгахинга — небольшой национальный парк на юго-западе Уганды в округе Киросо. Парк занимает северо-восточную часть горного массива Вирунга и имеет площадь 33,7 км². Примыкает к национальному парку Вирунга в Демократической Республике Конго и национальному парку Вулканов в Руанде, вместе с которыми образует природоохранную территорию (Virunga Conservation Area) площадью 434 км².
Национальный парк Мгахинга был создан англичанами в 1930 году, после того как в соседнем Бельгийском Конго был образован Национальный парк Альберта. До 1991 года назывался заповедник горилл Кигези. В 2003 году ЮНЕСКО заявила о высокой вероятности включения данного парка в список Всемирного наследия. В 2007 году была подана официальная заявка на включение национального парка в список.
Основной объект охраны — горная горилла, самая крупная человекообразная обезьяна. Национальный парк Мгахинга — одно из двух мест в Уганде, где водится это животное, второе место (Непроходимый лес Бвинди) расположено примерно в 30 км к северу. В парке Мгахинга зафиксировано 79 видов птиц, включая несколько эндемиков гористого района Восточной ДРК.
На территории парка располагаются три потухших вулкана — Сабиньо (3669 м), Гахинга (3473 м) и Мухабура (4127 м), на которые можно взойти.